# Novîi Mir
Novîi Mir (în rusă Но́вый Ми́р, AFI: [ˈnovɨj ˈmʲir], Lumea Nouă) este o revistă literară lunară în limba rusă.

## Istoric
Revista Novîi Mir a fost publicată la Moscova începând din ianuarie 1925. Ea a fost modelată după populara revistă literară pre-sovietică Mir Bojîi („Lumea lui Dumnezeu”), care a fost publicată din 1892 până în 1906, și după succesoarea acesteia, Sovremennîi Mir („Lumea Contemporană”), care a fost publicată din 1906 până în 1917. A publicat în principal proză care s-a încadrat în linia generală a politicii Partidului Comunist.
La începutul anilor 1960, Novîi Mir și-a schimbat orientarea politică, adoptând o poziție disidentă. În noiembrie 1962 revista a devenit celebră pentru publicarea nuvelei inovatoare O zi din viața lui Ivan Denisovici de  Aleksandr Soljenițîn, o nuvelă despre un prizonier din Gulag. În același an, tirajul revistei era de aproximativ 150.000 de exemplare pe lună. Revista a continuat publicarea unor articole controversate și a unor povestiri despre diferite aspecte ale istoriei ruse și sovietice în ciuda faptului că redactorul-șef, Aleksandr Tvardovski, s-a confruntat cu presiuni politice considerabile și a demisionat în februarie 1970. Odată cu numirea lui Serghei Zalîghin în 1986, la începutul perioadei perestroika, revista a practicat din ce în ce mai îndrăzneț o critică la adresa guvernului sovietic, inclusiv al unor personalități precum Mihail Gorbaciov. A publicat, de asemenea, proză de ficțiune și poezie ale unor autori interziși anterior precum George Orwell, Iosif Brodski și Vladimir Nabokov.

## Redactori-șefi
- Viacheslav Polonski (1926-1931)
- Ivan Gronski (1931-1937)
- Vladimir Stavski (1937-1941)
- Vladimir Șcerbina (1941-1946)
- Konstantin Simonov (1946-1950)
- Aleksandr Tvardovski (1950-1954)
- Konstantin Simonov (1954-1957)
- Aleksandr Tvardovski (1958-1970)
- Valeri Kosolapov (1970-1974)
- Serghei Narovceatov (1974-1981)
- Vladimir Karpov (1981-1986)
- Serghei Zalîghin (1986-1998)
- Andrei Vasilevski (1998- )

## Autori contemporani
Astăzi Novîi Mir este considerată o revistă literară importantă a Rusiei și are o orientare liberală.
În anii 2000 au publicat aici următorii autori: Maxim Amelin, Arkadi Babcenko, Dmitri Bak, Vladimir Berezin, Dmitri Bîkov, Dmitri Danilov, Vladimir Gandelsman, Alisa Ganieva, Alexandru Ilicevski, Aleksandr Karasiov, Leonid Kostiukov, Iuri Kublanovski, Aleksandr Kușner, Iulia Latînina, Vladimir Makanin, Anatoli Naiman, Evgheni Popov, Zahar Prilepin, Valeri Pustovaia, Serghei Soluh, Andrei Volos, Oleg Iermakov și alții. 